# Nicola Bux
Nicola Bux (Bari, 30 novembre 1947) è un teologo italiano.

## Biografia

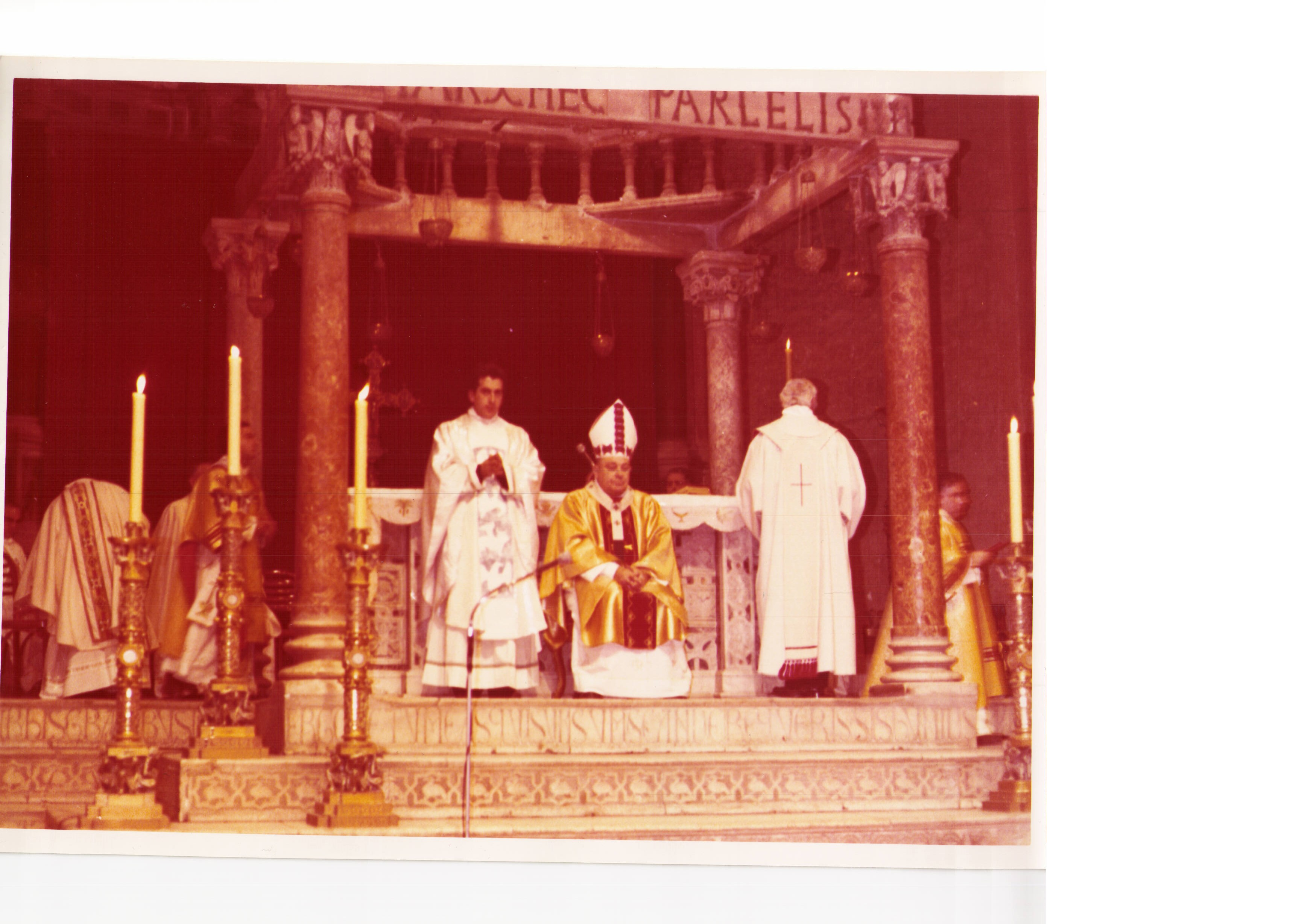
Monsignor Anastasio Ballestrero con don Nicola Bux

Di estrazione familiare piuttosto modesta (quarto dei cinque figli di un impiegato della Società Generale Pugliese di elettricità e di una casalinga), è stato battezzato il 6 dicembre 1947 nella parrocchia barese del Preziosissimo Sangue in San Rocco. Dopo la maturità classica presso il liceo ginnasio Quinto Orazio Flacco di Bari, si iscrive alla facoltà di Giurisprudenza dell'Università di Bari, che frequenta durante il Sessantotto avvertendo un clima di ostilità verso la Chiesa cattolica.
Nel 1970 entra nel Pontificio Seminario Regionale Pio XI di Molfetta e nel 1971 si trasferisce al Collegio San Paolo di Roma. Nel 1975 consegue il baccellierato canonico in teologia presso la Pontificia Università Gregoriana e il 6 dicembre dello stesso anno l'arcivescovo di Bari Anastasio Ballestrero lo ordina sacerdote. Negli anni settanta, su impulso di don Luigi Giussani ha promosso la diffusione in Puglia del movimento di Comunione e Liberazione. Viceparroco dapprima nella parrocchia di San Ferdinando, nel centro di Bari (1975-1981), e poi presso San Marcello e San Carlo (1982-1985), consegue la licenza canonica di teologia (1977) e il dottorato in scienze ecclesiastiche orientali presso il Pontificio Istituto Orientale di Roma (1980). Un estratto della tesi di dottorato, su "Confessione, penitenza e comunione nelle epistole canoniche di san Basilio", fu in seguito pubblicato nella rivista teologica Communio. 
Docente di liturgia orientale presso l'Istituto di Teologia ecumenico-patristica "San Nicola" di Bari, ne fu vicepreside dal 1999 al 2005. È stato inoltre professore invitato di teologia dei sacramenti nell'Istituto Superiore di Scienze Religiose di Bari (1980-2018) e di Trani. L'8 gennaio 1987 la Congregazione per le Chiese orientali gli ha concesso a facoltà di celebrare nel rito bizantino e il 19 novembre l'arcivescovo di Bari Mariano Magrassi lo nominato rettore della chiesa di San Giuseppe e padre spirituale dell'arciconfraternita.
Ha proseguito la sua attività di ricerca a Gerusalemme nell'Ecumenical Institute e nello Studium Biblicum Franciscanum; ivi ha insegnato come visiting professor nella Facoltà Teologica di San Salvatore (1989-1994) e successivamente a Roma nell'Istituto Liturgico Sant'Anselmo (1995-1998). È stato docente al Master in Architettura, Arti Sacre e Liturgia, organizzato dall'Università Europea di Roma (2012-2016) e al Master in Joseph Ratzinger: Studies and Spirituality (2016-2017). È professore emerito della Facoltà Teologica Pugliese, di cui è stato docente dal 2005 al 2018 in Liturgia orientale e in Teologia dei Sacramenti.
Per sostenere le minoranze cristiane in Terra Santa, con Michele Piccirillo e Franco Cardini ha promosso lo Europe-Near East Centre.
Insieme ai teologi David Jaeger e Adriano Garuti ha costituito la "Scuola Ecclesia Mater" che alimenta il dibattito ecclesiale da posizioni tradizionaliste come quelle del cardinale Raymond Leo Burke, e promuove la diffusione della messa in latino. Dai primi anni 2000, don Nicola Bux collabora anche al periodico Il Timone.

## Incarichi
Nel 1998, papa Giovanni Paolo II lo nominò consultore della Congregazione per le cause dei santi e nel 2002 della Congregazione per la dottrina della fede, venendo confermato negli incarichi rispettivamente fino al 2019 e al 2013. Collaboratore e amico personale del cardinale Joseph Ratzinger, conosciuto negli anni in cui Bux collaborava alla rivista teologica Communio e in seguito presso la Congregazione per la dottrina della fede, Bux venne nominato dal cardinale Ratzinger perito ai lavori preparatori del Sinodo mondiale dei Vescovi e alla redazione dei Lineamenta, L'Eucaristia fonte e culmine della vita e della missione della Chiesa e dell'Instrumentum laboris (2003-2005). 
Dopo l'elezione di Ratzinger al pontificato con il nome di Benedetto XVI, Bux venne nominato adiutor secretari specialis nel Sinodo dei vescovi sull'Eucaristia (2-23 ottobre 2005) e nel Sinodo del 2010 sul Medio Oriente. Fu anche incaricato di collaborare come consultore dell'Ufficio delle celebrazioni liturgiche del sommo pontefice (2008-2013) e della Congregazione per il culto divino e la disciplina dei sacramenti (2010-2018).

## Opere
- Nicola Bux e Saverio Gaeta, La liturgia non è uno spettacolo. Il questionario ai vescovi sul rito antico arma di distruzione di Messa?, Fede e Cultura, Verona, 2025. ISBN 979-12-547-8211-8
- Nicola Bux, Tra cielo e terra. La mistica della liturgia orientale[11] (Cantagalli 2017), p. 408.
- Giuseppe Siri, Nicola Bux e Antonio Livi, Dogma e liturgia : istruzioni dottrinali e norme pastorali dell'arcivescovo di Genova sul culto eucaristico e sulla riforma liturgica promossa dal Vaticano II, Ermeneutica teologica, n. 6, Roma, Leonardo da Vinci, 2014,  p. 223, ISBN 9788888926759, OCLC 891309128.
- Nicola Bux, (IT, PL, FR) Con i sacramenti non si scherza[12], ed. Cantagalli, 2016;
- Alessio Cervelli e Nicola Bux, Bach ieri, Bach oggi : un musicista barocco luterano nell'odierna liturgia cattolica, Loreto, StreetLib, 2015,  p. 127, OCLC 1080500730.
- (IT, ES) Walter Brandmüller, Agostino Marchetto e Nicola Bux, Le "chiavi" di Benedetto XVI per interpretare il Vaticano II, Siena, Cantagalli, 2012,  p. 110, OCLC 955314614.
- Nicola Bux, Peter Gumpel e A. Von Teuffenbach, Pio XII e il Concilio[13], ed. Cantagalli, Siena 2012, p. 208.
- Raymond L. Burke, Nicola Bux e Raffaele Coppola, La danza vuota intorno al vitello d'oro. Liturgie secolarizzate e diritto[14], Torino, Lindau, 2012,  pp. 152, ISBN 9788871809953.
- Nicola Bux, Mélyulo hittel a szentmisén[15] (include anche: XVI. Benedek papa liturgikus reformja, Kairosz Kiado, Budapest 2011, p. 308.
- Nicola Bux, Jak chodzic na Msze i nie stracic wiary[16], widawnictwo Sw.Stanislawa BM, Krakow 2011, p. 224.
- Nicola Bux, La Foi au risque des liturgies[17], Artège, Perpignan 2011, p. 228.
- (DE) Gerhard Ludwig Müller, Karl Pichler e Rudolf Pesch, Die Lehre vom Primat des Petrus im Kontext des Ökumenismus, in Der Primat des Nachfolgers Petri im Geheimnis der Kirche : Studien der Kongregation für die Glaubenslehre, Römische Texte und Studien, n. 4, Würzburg, Echter, 2010,  p. 207, OCLC 936481657. Ospitato su archive.is.
- Nicola Bux, Come andare a Messa e non perdere la fede[18], Edizioni Piemme, Casale M.2010, p. 196; II ed. Il Giglio, Napoli 2016, p. 208.
- Nicola Bux, Gesù il Salvatore. Luoghi e tempi della Sua venuta nella storia[19], Cantagalli 2009, p. 144.
- Nicola Bux, (IT, EN, ES, FR) La riforma di Benedetto XVI. La liturgia tra innovazione e tradizione[20], prefazione di Vittorio Messori, Edizioni Piemme, Casale M. 2008, p. 128; II ed. febbraio 2009.
- Nicola Bux e A. Garuti, Pietro ama e unisce. La responsabilità personale del papa per la Chiesa universale, Edizioni Studio Domenicano, Bologna 2007, p. 224.
- Nicola Bux e Michele Loconsole, I Misteri degli Orientali. I sacramenti bizantini comparati con la liturgia romana e i riti giudaici[21], ed. Cantagalli, Siena 2006, p. 141.
- Nicola Bux, Dove egli dimora. Il senso dell'adorazione nella vita cristiana[22], prefazione dell'arcivescovo Francesco Cacucci, San Paolo 2005, Cinisello B., p. 152. Presentato a Bari da mons. Nikola Eterović[23], segretario generale del Sinodo dei Vescovi: in Communio 201 (2005), pp. 85-93.
- Nicola Bux, Il Signore dei misteri. Eucaristia e relativismo[24], prefazione del card. Angelo Scola, Cantagalli, Siena 2005, p. 287.
- (IT, EN) Gerusalemme chiave della pace : [proposte per uno statuto internazionale] = Jerusalem key to peace, Quaderni della Porta d'Oriente (n. 2), Bari, G. Laterza, 2002,  p. 182, OCLC 56022656.
- Nicola Bux, Perché i cristiani non temono il martirio[25], Piemme 2000, p. 150; II ed. Fede & Cultura 2018, p. 128.
- Nicola Bux, Franco Cardini. L'anno prossimo a Gerusalemme. La storia, le guerre e le religioni nella città più amata e più contesa,[26], Alba 1997, p. 228.
- Nicola Bux, Il quinto sigillo. L'unità dei cristiani verso il terzo millennio[27], Città del Vaticano 1997, p 174, presentato a Roma dal cardinale Joseph Ratzinger e da lui citato nell'Introduzione allo spirito della liturgia[28], ed. San Paolo 2001. La presentazione del cardinal Ratzinger intitolata Un libro ecumenico diverso dal solito[29], è stata pubblicata in <Communio>;154-155(luglio-ottobre 1997), 158-164.
- (IT, EN) Nicola Bux e Assunta Argentieri, Codici liturgici latini di terra santa, Publications of the Studium biblicum franciscanum (n. 8), Fasano, Schena, 1990,  p. 145, OCLC 493685466.
- (IT, ES) Nicola Bux, I Codici liturgici miniati dell'Archivio di S. Nicola, Bari, Centro studi Nicolaiani, 1983,  p. 25, OCLC 468883119.